# Нальчикско-Орджоникидзевская операция
Нальчикско-Орджоникидзевская операция — оборонительная операция Северной группы войск Закавказского фронта в Великой Отечественной войне, проведённая в ходе битвы за Кавказ с 25 октября по 12 ноября 1942 года с целью недопущения прорыва немецких и румынских войск через Нальчик и Орджоникидзе к Грозному, Тбилиси и Баку (Грозненскому и Бакинскому нефтеносным районам и в Закавказье).

## Подготовка
К исходу 25 октября германскому командованию удалось скрытно произвести перегруппировку 1-й танковой армии группы армий «А» и сосредоточить её основные силы (2 танковые и 1 моторизованную дивизии) на нальчикском направлении, для захвата Орджоникидзе, чтобы затем развить удар на Грозный—Баку и по Военно-Грузинской дороге на Тбилиси. Северная группа (генерал-лейтенант И. И. Масленников) в составе 9-й, 37-й, 44-й и 58-й армий, двух отдельных стрелковых и одного кавалерийского корпусов и 4-й воздушной армии занимала оборону в полосе около 350 км шириной. Её командование, не раскрыв перегруппировки войск противника, готовило наступление на малгобекско-моздокском направлении, где и сосредоточило свои главные силы. На нальчикском направлении оборонялась ослабленная боями, не имевшая танков 37-я армия. Здесь, на шестикилометровом участке прорыва, враг создал трёхкратное превосходство в людях, одиннадцатикратное — в орудиях, десятикратное — в минометах и абсолютное — в танках.
Командование Закавказского фронта не ожидало наступления на нальчикском направлении, потому здесь находилась слабая группировка советских войск. Более крупные силы были сосредоточены в полосе 9-й армии генерала К. А. Коротеева, где готовилась наступательная операция. Военные советы 37-й и Северной группы войск не сумели разгадать замысел врага, несмотря на донесения разведки 9-й и 37-й армий о производившейся им перегруппировке. Её рассматривали как мероприятие по укреплению обороны.

## Немецкое наступление
Наступление войск Северной группы на малгобекско-моздокском направлении намечалось начать 3 ноября. Однако 25 октября рано утром около 70 самолётов противника произвели мощный налёт на войска и штаб 37-й армии, располагавшийся в Долинском. Связь Северной группы со штабом армии была прервана. Генерал Козлов оказался без связи с Северной группой войск и лишился управления своими войсками. В 10 часов 2-я румынская горнострелковая дивизия, усиленная немецкими частями, после короткого, но сильного огневого налета перешла в наступление. Танки с десантами автоматчиков под прикрытием дымовых завес нанесли удар по стыку 295-й и 392-й стрелковых дивизий, в общем направлении на Нальчик. 295-я стрелковая дивизия полковника Н. Г. Сафаряна вынуждена была отступить за день до 8 км на отдельных участках. 392-я дивизия, которой командовал полковник Г. И. Купарадзе, была отрезана и прижата к горам. Загнанным в Баксанское ущелье подразделениям этой дивизии пришлось уходить в Закавказье через перевалы Приэльбрусья. Утром 26 октября враг возобновил наступление и во второй половине дня подошёл к Нальчику. Немцы считали, что советские войска уже не смогут остановить их. В тот же день штаб группы армий «А» доносил в ставку Гитлера: «В районе 1-й танковой армии наступление на Нальчик, по-видимому, застало противника врасплох. Танковые дивизии уже в первый день продвинулись до Псыгансу, некоторые их части повернули на север и создали предпосылки для окружения приблизительно четырёх дивизий противника. Уничтожение этой группировки должно закончиться в несколько дней. Противник оттеснен в горы. Представляется, что продвижение танковыми силами в южном, а затем в восточном направлении на Владикавказ откроет широкие перспективы…»
26 октября из района Майское, Котляревская ударили 13-я и 23-я танковые дивизии. Прорвав слабую оборону, немецкие танки быстро распространялись в юго-западном направлении и к исходу дня продвинулись более чем на 20 км.
Командующий Закавказским фронтом генерал армии Тюленев направил в распоряжение Северной группы войск 155-ю стрелковую бригаду из Сухуми и 317-ю и 319-ю стрелковые дивизии из 58-й армии. Кроме того, в район прорыва подтягивался вновь сформированный 10-й стрелковый корпус под командованием генерал-майора П. Е. Ловягина. Он должен был в ночь на 27 октября занять оборону по восточному берегу реки Урух, от Терека до Чиколы. Корпусу подчинялась правофланговая 275-я стрелковая дивизия и 52-я танковая бригада. 11-му гвардейскому стрелковому корпусу генерал-майора И. П. Рослого приказывалось занять оборону по внешнему обводу Орджоникидзевского оборонительного района. Противник между тем продолжал непрерывно наступать, отбрасывая части генерала Козлова к предгорьям Главного Кавказского хребта. Между дивизиями 37-й армии образовался разрыв, участок от Уруха до Чиколы оказался совершенно открытым. Создавалась непосредственная угроза прорыва немецких танков к Орджоникидзе.
28 октября, прорвав оборону 37-й армии, противник занял г. Нальчик. Командование Северной группы, стремясь остановить его продвижение, выдвинуло в ночь на 30 октября в район Дигоры танковую бригаду, усиленную противотанковой артиллерией, а на участок устье реки Ардон, Суадаг — стрелковую дивизию из 58-й армии. Это позволило замедлить наступление врага. Однако обстановка оставалась напряженной.
29 и 30 октября германское командование произвело перегруппировку 13-й и 23-й танковых дивизий к западному берегу реки Урух. 31 октября части 1-й немецкой танковой армии нанесли удар в районе Чиколы и вышли в тыл 10-му стрелковому корпусу, разгромив его штаб. Прорвав оборону корпуса, противник повел наступление на Ардон.
Преодолевая сопротивление советских войск, 1 ноября немцы заняли Алагир и переправились через реку Ардон. В этот же день их авиация нанесла по Орджоникидзе сильный бомбовый удар. В эти напряжённые дни генерал Тюленев принял решение отказаться от запланированного наступления на Ищерском направлении и в 2-дневный срок перебросить 10-й гвардейский стрелковый корпус из 44-й армии. Сюда же шли 2-я и 5-я гвардейская танковые бригады. Кроме того, в районе Орджоникидзе сосредоточивались пять полков истребительно-противотанковой артиллерии и три полка реактивной артиллерии из 9-й армии и резерва командующего северной группой. Благодаря принятым мерам наступление противника было замедлено, но положение оставалось крайне опасным.
С утра 2 ноября противник при поддержке почти 100 танков прорвал внешний обвод Орджоникидзевского оборонительного района на участке Фиагдон (20 км западнее Орджоникидзе), Дзуарикау и вышел к пригороду Орджоникидзе. К исходу дня он захватил Гизель. Дальнейшее продвижение немецких войск остановили подошедшие резервы Северной группы.
Советские войска не смогли сдержать натиск сильной танковой группировки, и всё же они делали всё, чтобы остановить продвижение врага. В районе Фиагдона части 11-го гвардейского стрелкового корпуса под командованием генерала И. П. Рослого, подбив 30 немецких танков, не отошли от стен города.
В эти дни большая нагрузка легла на лётчиков 4-й воздушной армии. Несмотря на плохую погоду, они сделали на нальчикском направлении около 2200 самолётовылетов и в течение 12 дней провели около 100 воздушных боев, в ходе которых сбили 60 самолётов противника.

## Стабилизации положения
Немцы продолжали попытки прорваться к Орджоникидзе. Захватив Гизель и сосредоточив в этом районе до 150 танков, они 3 и 4 ноября пытались расширить прорыв, но всюду были отброшены с большими для них потерями. 4 ноября штаб 1-й немецкой танковой армии сообщил в штаб группы армий «А» о том, что «придется приостановить наступление на Владикавказ до тех пор, пока район южнее реки Терек не будет очищен от противника и этим будет устранена опасность удара во фланг и тыл танковых дивизий». Однако не тактические соображения были причиной того, что немцы приостановили наступление на Орджоникидзе. Их вынудило к этому упорное сопротивление советских войск и отрядов народного ополчения, а также большие потери.
5 ноября наступление немцев остановилось. Теперь немецкое командование думало не о преследовании советских войск, а о защите своих. В тот день штаб 1-й немецкой танковой армии получил приказ, в котором говорилось: «…на всем Восточном фронте в русский революционный праздник 7 ноября следует ожидать крупных наступательных операций; фюрер выражает надежду, что войска будут защищать каждую пядь земли до последнего человека».
Узкий «мешок», в котором оказались немецкие войска под Орджоникидзе, все плотнее стягивался частями, прибывавшими из резерва Северной группы войск. Создалась реальная возможность полного окружения и уничтожения ими противника в районе Гизели. Командующий Северной группой войск решил нанести контрудар тремя стрелковыми и четырьмя танковыми бригадами. Главные силы группы получили задачи оборонительного характера. В таком решении сказались осторожность командования и опасения за грозненское направление, желание прикрыть его глубоко эшелонированной обороной.

## Контрнаступление советских войск

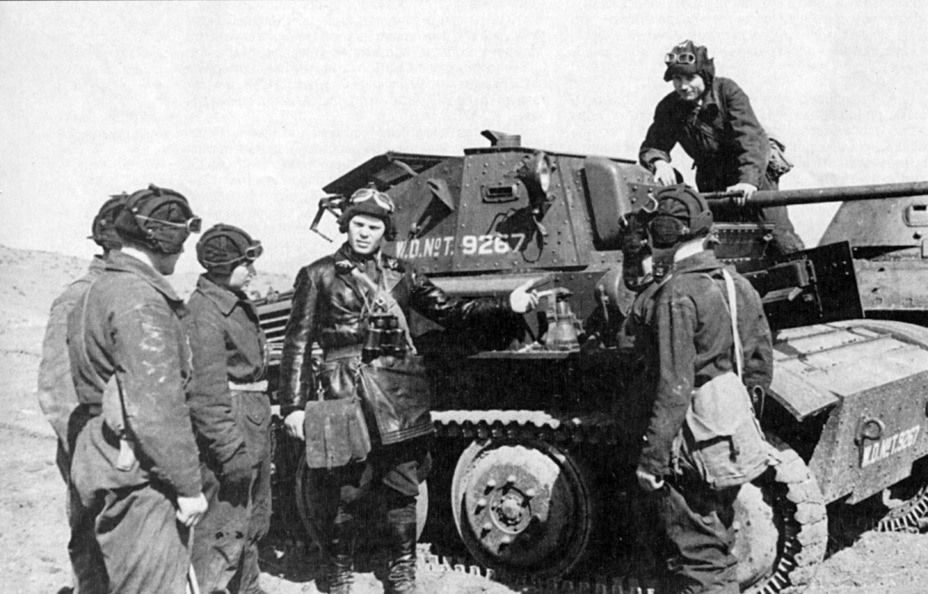
Советские танкисты и «Тетрарх» Mk VII в Закавказье, 1942 год.

Утром 6 ноября 11-й гвардейский стрелковый корпус 10-й гвардейской и 57-й стрелковыми бригадами, 5-й гвардейской и 63-й танковыми бригадами нанес удар вдоль восточного берега реки Фиагдон на Дзуарикау. В полдень 10-й гвардейский стрелковый корпус силами 4-й гвардейской стрелковой бригады совместно с 52-й и 2-й танковыми бригадами перешёл в атаку на Гизель. Благодаря успешному продвижению 11-го гвардейского стрелкового корпуса основные силы 23-й танковой дивизии немцев оказались почти полностью окружёнными. У них оставался лишь узкий коридор в районе Майрамадага шириной не более 3 км. Немецкие части предпринимали усиленные попытки вырваться из окружения и спасти свою группировку.
Ожесточённые бои велись в Суарском ущелье за Майрамадаг (12 км западнее Орджоникидзе), где оборонялась 34-я отдельная стрелковая бригада полковника А. В. Ворожищева, сформированная из курсантов военно-морских училищ. Стремясь оказать помощь 13-й танковой дивизии, германское командование 9 ноября бросило в бой 2-ю румынскую горнострелковую дивизию и немецкий полк «Бранденбург», поддержанные 60 танками. Более десяти дней моряки отстаивали рубеж. Они не позволили противнику захватить Майрамадаг и проникнуть в Суарское ущелье. Не смог он и оказать помощь своей группировке, окруженной в Гизели.
Утром 11 ноября войска левого фланга 9-й армии сломили сопротивление германских арьергардов, овладели Гизелью, а во второй половине дня заняли Новую Санибу. На следующий день 9-я армия вышла на рубеж рек Майрамадаг и Фиагдон. Дальнейшее её продвижение было остановлено упорным сопротивлением противника, организовавшего оборону по западному берегу реки Фиагдон.

## Итоги
Поражением гизельской группировки вермахта закончилась Нальчикско-Орджоникидзевская оборонительная операция Северной группы войск Закавказского фронта. Советскими войсками было захвачено 140 танков, 70 орудий разных калибров и другие трофеи. Немецко-румынские части потеряли убитыми свыше 5000 солдат и офицеров.
Недооценка сил и возможностей Закавказского фронта и стойкости советских войск привела к провалу планов командования немецкой 1-й танковой армии. Её соединения не смогли преодолеть советскую оборону на всю глубину и развить тактический успех в оперативный. В результате Нальчикско-Орджоникидзевской операции была сорвана последняя попытка вермахта прорваться к Грозненскому и Бакинскому нефтеносным районам и в Закавказье.
Нальчикская оборонительная операция проходила во время жестоких боев под Сталинградом. Немецкое командование искало новые резервы для усиления своей сталинградской группировки. Эти резервы оно намеревалось взять и с кавказского направления.

## Память

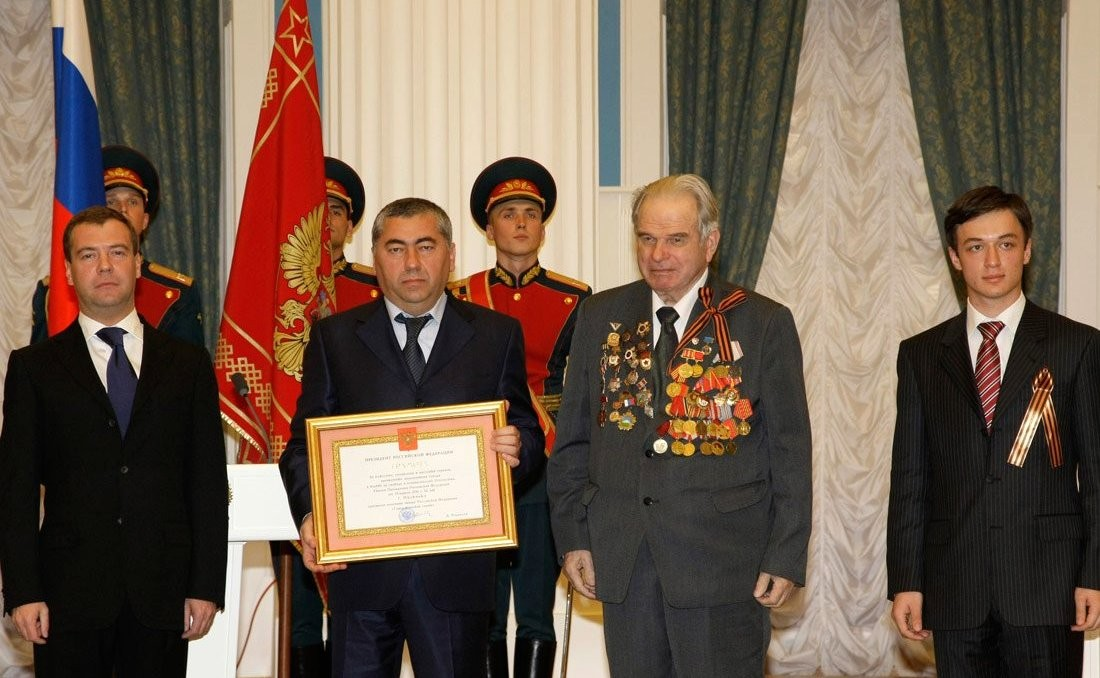
Церемония вручения грамоты о присвоении Нальчику почётного звания «Город воинской славы» президентом Д. А. Медведевым. 4 мая 2010 года.

В 2007 году городу Владикавказу присвоено звание Города воинской славы.
25 марта 2010 года указом президента России Дмитрия Медведева Нальчику присвоено почётное звание Российской Федерации «Город воинской славы».

### Мемуары
- Гречко А. А. Битва за Кавказ. — М.: Воениздат, 1967
- Тюленев И. В. Через три войны. — М.: Воениздат, 1972.
- Мальцев Е. Е. В годы испытаний. — М.: Воениздат, 1979.
- Heinz Guderian. Erinnerungen eines Soldaten. — Heidelberg, 1951